# Ignazio Masotti
Ignazio Masotti (Forlì, 16 de janeiro de 1817 – Roma, 31 de outubro de 1888) foi um cardeal italiano da Igreja Católica, prefeito da Sagrada Congregação dos Bispos e Regulares.

## Biografia
Obteve um doutorado em direito utroque iure, tanto em direito canônico quanto civil, no Pontifício Ateneu Romano Santo Apolinário.
Não se tem informações de sua ordenação como padre, foi secretário do cardeal Giuseppe Bofondi, legado em Ravenna, seu compatriota; permaneceu nesse cargo até 1867. Foi para Roma com o cardeal Bofondi e aprofundou seus estudos. Advogado no tribunal da Sagrada Rota Romana. Prelado doméstico de Sua Santidade em 1863, foi referendário do Supremo Tribunal da Assinatura Apostólica da Justiça e da Graça. Relator da Sagrada Consulta em 1867. Auditor da Sagrada Rota Romana em 1870. Professor honorário de utroque iure no Pontifício Ateneu Romano Santo Apolinário em 1878 como membro do júri dos doutorandos.
Em 26 de setembro de 1879, foi nomeado secretário da Sagrada Congregação da Propagação da Fé, onde permaneceu até 30 de março de 1882, quando foi nomeado Secretário da Sagrada Congregação dos Bispos e Regulares.
Foi criado cardeal pelo Papa Leão XIII, no Consistório de 10 de novembro de 1884, recebendo o barrete vermelho e o título de cardeal-diácono de São Cesário em Palatio em 13 de novembro do mesmo ano.
Em 12 de agosto de 1886 passou a ser o pró-prefeito das Sagradas Congregações dos Bispos e Regulares e da Disciplina dos Regulares e foi nomeado prefeito em janeiro de 1887, ocupando o cargo até sua morte.
Morreu em 31 de outubro de 1888, às 8h30, em seu apartamento no Palazzo Altemps, em Roma, após uma doença de doze dias. Velado na Basílica de Santo Agostinho no Campo de Marte, foi sepultado em 3 de novembro de 1888, na capela da Sagrada Congregação da Propagação da Fé no cemitério de Campo di Verano. O funeral realizou-se em 4 de novembro às 11 horas na igreja de San Agostino, com a missa de réquiem sendo celebrada por Luigi Sepiacci, secretário da Sagrada Congregação dos Bispos e Regulares; a absolvição final foi dada pelo cardeal Carlo Sacconi, cardeal-bispo de Ostia e Velletri, decano do Sacro Colégio dos Cardeais em cerimônia que contou com a presença de dezoito cardeais.